# 북 클럽: 넥스트 챕터
《북 클럽: 넥스트 챕터》(영어: Book Club: The Next Chapter)은 미국에서 제작된 2023년 로맨틱 코미디 영화이다. 빌 홀더먼이 전편 《북클럽》(2018)과 마찬가지로 연출, 공동 각본, 공동 제작을 맡았으며, 다이앤 키턴, 제인 폰다, 캔디스 버건, 메리 스틴버전이 독서 모임을 통해 평생 친구가 된 네 주인공 역을 다시 한 번 연기하였다. 그 외에 크레이그 T. 넬슨, 돈 존슨, 앤디 가르시아, 잔카를로 잔니니 등이 출연하였다. 전편에서는 "그레이의 50가지 그림자"가 주요 소재였다면, 이 속편에서는 "연금술사"가 종종 테마로 기능한다. 
평단으로부터 엇갈린 평가를 받았으며, 극장가에서 제작비 2,000만 달러 대비 2,910만 달러를 벌어들였다. 

## 줄거리
전편 이후 샤론은 연방 판사직에서 은퇴하였고, 셰프 캐럴은 남편 브루스가 심근 경색을 겪은 후 늘 노심초사하는 한편 코로나19 범유행 여파로 경영하던 이탈리아 식당 문을 닫았고, 다이앤은 여전히 미첼과 연애 중이며, 호텔리어 비비언은 아서와 약혼을 하였다.
캐럴은 처녀 파티로 토스카나가 종착지인 이탈리아 여행을 제안한다. 이들은 로마에서 비비언의 웨딩드레스를 고르는 등 여행을 만끽한다. 그러나 베네치아 기차역에서 짐꾼으로 변장한 강도들에게 당해 여행 가방을 잃어버린다. 사별한 남편 해리의 유해가 든 항아리를 몰래 밀반입했던 다이앤은 낙심한다. 캐럴은 현 상황이 파울루 코엘류의 소설 "연금술사"에 나오는 인물의 경우와 유사하다고 지적하며, 운명을 받아들여 스스로를 강도 피해자가 아니라 모험가로 바라보는 선택을 하자고 말한다.
비비언의 호텔 연줄을 이용해 넷은 근사한 베네치아 숙박 업소에 묵는다. 캐럴은 정원 식당에서 예전에 다닌 요리 학교 선생이었으며 한때 관계가 있었던 유명 셰프 지안니와 재회한다. 그러나 둘은 옛 열정을 다시 불태우는 대신 밀가루 반죽 경합을 벌인다. 한편 샤론은 호텔 바에서 은퇴 후 이탈리아에서 지내는 전 철학 교수 우즈만을 알게 돼 그의 수상 택시에서 하룻밤을 보내다가 경찰에게 적발된다.
이들은 렌트카를 타고 토스카나로 향하다가 타이어에 구멍이 나면서 야밤에 오갈 데 없는 처지가 된다. 초조해진 친구들은 비비언에게 실은 토스카나에 아서가 몰래 준비한 야외 결혼식장이 마련돼있다는 사실을 밝힌다. 마침 경찰이 나타나자 비비언은 이 역시 친구들이 깜짝 선물로 마련한 스트리퍼라고 오해해 제복을 벗기려고 시도하고, 넷은 다 같이 유치장에 갇힌다. 그러나 샤론의 변론에 설득된 경찰서장은 이들을 헬리콥터에 태워 결혼식장까지 데려다준다. 항아리를 되찾은 다이앤은 가는 길에 해리의 유해를 흩뿌린다.
아서와 신랑 들러리 미첼, 그리고 브루스가 모두 모인 가운데 샤론이 주례를 본다. 그러나 아서를 사랑하지만 결혼 자체는 극도로 꺼리는 비비언이 결혼을 끝까지 망설이는 모습을 보고 아서는 흔쾌히 결혼 맹세가 아니라 결혼을 안 하는 맹세를 청하며 비비언을 향한 남다른 이해심과 깊은 애정을 증명한다. 그러자 미첼이 즉석에서 아서에게 결혼 반지를 빌려 다이앤에게 청혼하고 다이앤이 이를 기쁘게 받아들이면서 샤론이 둘의 결혼을 공식화한다.

## 출연

### 주연
- 다이앤 키턴 - 다이앤 역
- 제인 폰다 - 비비언 역
- 캔디스 버건 - 샤론 역
- 메리 스틴버전 - 캐럴 역

### 조연
- 크레이그 T. 넬슨 - 브루스 역
- 돈 존슨 - 아서 역
- 앤디 가르시아 - 미첼 역
- 잔카를로 잔니니 - 경찰서장 역
- 휴 쿼시 - 우즈만 역